# هوبير غرين
هوبير غرين (بالإنجليزية: Hubert Green)‏ هو لاعب غولف أمريكي، ولد في 28 ديسمبر 1946 في برمنغهام في الولايات المتحدة، وتوفي في 19 يونيو 2018 بسبب سرطان الرأس والعنق.

## وصلات خارجية
- هوبير غرين على موقع رابطة لاعبي الغولف المحترفين (الإنجليزية)
- هوبير غرين على موقع رابطة أوروبا للاعبي الغولف المحترفين (الإنجليزية)
- هوبير غرين على موقع رابطة اليابان للاعبي الغولف المحترفين (الإنجليزية)
- هوبير غرين على موقع التصنيف العالمي الرسمي للغولف (الإنجليزية)
- هوبير غرين على موقع قاعة ألاباما للمشاهير الرياضية (مؤرشف) (الإنجليزية)
- هوبير غرين على موقع إن إن دي بي (الإنجليزية)